# 钱峰雷
钱峰雷（1976年11月16日—），企业家、慈善家，以行事神秘著称。浙江省宁波市海曙区横街镇林村人，持香港身份，现任环球国际控股（香港）有限公司董事长。

## 传奇
生平不详，约1976年前后出生。父钱友定，母姓李均为普通农民。小时很有经营头脑，曾靠去水稻田间挖田螺赚得1元1角钱。
以“散财”捐巨资于慈善事业而被李亚鹏称为“钱多多”。因在汶川地震、玉树地震后迅速捐出巨款而被网友称为“钱雷锋”。据称产业遍布中国大陆、澳门、香港、东南亚等地。

## 逸事
- 表弟结婚，曾在婚礼上派发红包，以1万元起[1]，最高12万元，当天即派发钱包200多万人民币。而参加婚宴的礼金都被退回[3]。
- 拥有豪车无数。其中迈巴赫62s一辆车牌号浙A88888，车牌号为2008年以120万元人民币取得。并给年老父亲专门配置豪车，专为他去菜市场买菜用。
- 曾以起薪10万招收管家。
- 有私人飞机，命名为“环球号”[2]。
- 2014年2月，以6.9亿港币高价购入香港山顶白加道28号豪宅[4]。
- 曾送其舅百万路虎跃野车一辆，并包送加油卡。
- 从不在同一所酒店下榻一晚以上。
- 出行时有数名保镖随同。
- 春节去其家过年时，红包以一万元起。
- 曾大量资助贫困学子上大学。
- 2020年11月14日在香港湾仔被三名襲擊者砍伤[5]。

## 主要慈善记录
主要捐款记录有：
- 2006年，“嫣然天使基金”，捐款500多万元人民币
- 2007年10月，钱峰雷为生命动力学员助学捐款人民币219000元。
- 2008年，四川汶川地震，个人捐款18万元人民币
- 2010年，四川玉树地震，个人捐款88万元人民币，为当时个人捐款之最
- 2011年8月17日，“免费午餐”项目，捐款50万元[1]
- 2012年6月，北京第四届“嫣然天使基金慈善晚宴”，捐款2000万元人民币，为当时个人捐款之最
- 2013年，宁波教师王良飞妻女受火灾严重烧伤，个人捐款100万元人民币
- 2013年，宁波水灾，个人捐款1000万元人民币，为当时个人捐款之最，包括余姚500万元，鄞州区300万元，奉化200万元[6]。
- 2015年10月8日，在香港苏富比以4220万元港币购入马云油画处女作《桃花源》，购款用作慈善用途[7]。